# Шеридан, Мэри Дороти
Мэри Дороти Шеридан (англ. Mary Dorothy Sheridan; 1899 — 1978) — британский врач-педиатр, автор книг по педагогике младшего возраста. Магистр гуманитарных наук, доктор медицины, офицер ордена Британской империи.

## Ранние годы
Родилась в 1899 году в семье ирландского терапевта и участковой медсестры из Ливерпуля. С раннего возраста проявляла интерес к медицине, и ей посчастливилось получить стипендию на обучение на медицинском факультете в Ливерпульском университете, который она окончила с отличием в 1923 году.

## Карьера
Начала работу с относительно скромной должности помощника школьного врача в Манчестере. Здесь она впервые столкнулась с огромными лишениями в области здравоохранения, жилья и образования у детей из бедных районов города. Была обеспокоена тем фактом, что поздняя диагностика дефектов речи, слуха и зрения у этих детей затормаживает их обучение. Вскоре она поняла, что для того, чтобы выявлять ранние симптомы и признаки этих заболеваний, очень важно иметь наиболее полное представление о раннем развитии детей. Благодаря практическому опыту выяснила, что тесты на интеллектуальное развитие, которые сдавали дети, по многим показателям неудовлетворительны. Таким образом она выяснила, какими должны быть нормальные параметры детского развития, в зависимости от возраста. Благодаря новым знаниям стало возможным выявлять дефекты у детей на самых ранних стадиях развития.
Доктор Шеридан уделяла особое внимание задержкам в развитии речи в раннем детстве и тому, как на это влияет тугоухость. Для продвижения в своей работе она получила учёную степень по сценической речи и драме в Королевской академии музыки. Под покровительством Уильяма Армстронга, директора Ливерпульского репертуарного театра, она написала и успешно сыграла несколько пьес: «The City of Ships» (Liverpool and the slave trade) — «Город судов» (Ливерпуль и работорговля), «Miss Linley of Bath», «The House on the Moor» — Мисс Линли Бат и «The courageous Sex» .
Во время войны она продолжила работать в Манчестере, став медработником в старших классах средней школы и опубликовав несколько работ по задержке развития речи. Её экспертные знания в области педиатрии были признаны доктором Джорджем Годбером, позднее ставшим главным врачом Англии, и вскоре после войны её пригласили в детское отделение министерства здравоохранения. Здесь она продолжила свои исследования и опубликовала сначала «The Child’s Hearing for Speech» (1948), а затем основополагающий труд, благодаря которому стала знаменита: «From Birth to Five Years: Children’s Developmental Progress» За этим последовали публикации «Play in Early Childhood: from birth to six years» (Русский перевод «Игра в раннем детстве от рождения до 6 лет» вышла в издательстве Альпина нон-фикшн в 2017 году), «Spontaneous Play in Early Childhood» и «The Handicapped Child and His Home». Они были проиллюстрированы контурными рисунками, основанными на детских фотографиях, которые доктор Шеридан сделала в клиниках или во время игры.
Доктор Шеридан ушла из министерства здравоохранения в 1964 году. Важность её работы была отмечена орденом Британской империи. Она продолжила исследования и читала лекции в качестве заслуженного консультанта в педиатрии в больнице Гайс и в Наффильдском центре речи и слуха. Её выдающийся вклад в развитие педиатрии был отмечен вручением медали Джеймса Спенса Британской педиатрической ассоциацией в 1968 году.
Несмотря на то, что её способность передвигаться сильно осложнялась артритом, доктор Шеридан продолжала быть энергичной и много путешествовала.  Умерла у себя дома от внезапного инфаркта миокарда в 1978 г.

## Научный вклад
Для обеспечения ранней диагностики доктор Шеридан разработала стандартные тесты для детей младшего возраста и отстающих (STYCAR tests) которые, в измененном виде, используются в детских клиниках и школах и по сей день. Она выступала за скрининг всех младенцев и детей младшего возраста для выявления дефектов, потенциально затормаживающих развитие, и за составление списков «группы риска». Её публикации на тему развитию ребенка до сих пор широко используются для обучения врачей, медсестер и патронажных работников клиник и госпиталей.  Доктор Шеридан всегда  подчеркивала важность наблюдения за ребенком и записи всего того, что он или она делает.

## Память
- В честь доктора Шеридан было основано несколько центров развития для детей, первый из которых находился в больнице Гайс.
- Имя занесено на «стену почёта» Королевского Медицинского Общества[1].

## Публикации
- «The Child’s Hearing for Speech» (1948)
- «From Birth to Five Years: Children’s Developmental Progress»
- «Play in Early Childhood: from birth to six years»
- «Spontaneous Play in Early Childhood»
- «The Handicapped Child and His Home».  е доктор Шеридан сделала в клиниках или во время игры.

На русском:
- "Игра в раннем детстве от рождения до 6 лет". — М., 2017. — 146 с. — ISBN 978-5-91671-508-8.